# 埃什奈
埃什奈（法語：Échenay，法語發音：[eʃ(ə)nɛ]）是法国上马恩省的一个市镇，属于圣迪济耶区。

## 地理
埃什奈（48°27'46"N, 5°18'36"E）面积9.44 平方千米，位于法国大東部大區上马恩省，该省份为法国东北部内陆省份，北起马恩省和默兹省，西接奥布省，西南接科多尔省，东南接上索恩省，东临孚日省。
与埃什奈接壤的市镇（或旧市镇、城区）包括：安古兰库尔、日约梅、勒泽维尔、庞塞、萨伊、索德龙、托南斯莱穆兰。
埃什奈的时区为UTC+01:00、UTC+02:00（夏令时）。

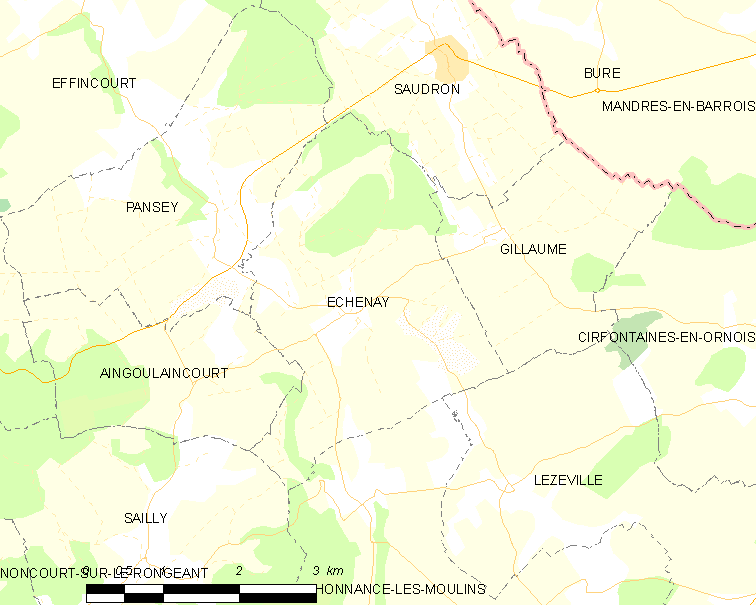
埃什奈的OSM定位图

## 行政
埃什奈的邮政编码为52230，INSEE市镇编码为52181。

## 政治
埃什奈所属的省级选区为普瓦松县。

## 人口

1962-2008年间埃什奈人口变化图示

埃什奈于2022年1月1日时的人口数量为94人。